# Alexandre Brongniart

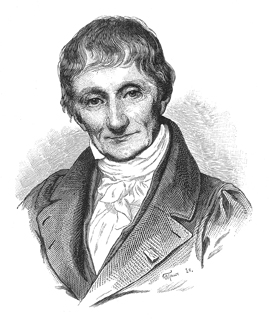
Alexandre Brongniart

Alexandre Brongniart (* 10. Februar 1770 in Paris; † 7. Oktober 1847 ebenda) war ein französischer Chemiker, Mineraloge, Geologe sowie Zoologe. Sein offizielles botanisches Autorenkürzel lautet „Al.Brongn.“

## Leben
Alexandre Brongniart war der Sohn des Architekten Alexandre-Théodore Brongniart (1739–1813), der den Palast der Börse gestaltete, und der Vater des Botanikers Adolphe Théodore Brongniart (1801–1876).
Er heiratete Jeanne Cécile de Coquebert Montbret (1782–1862), die Tochter des Staatsmannes und Wissenschaftlers Charles-Etienne de Coquebert Montbret (1755–1831) und wurde Vater von drei Kindern, einem Sohn und zwei Töchtern. Der Sohn war der Botaniker und Paläobotaniker Adolphe Théodore Brongniart. Seine Tochter Hermine Brongniart (1803–1890) heiratete den Chemiker Jean-Baptiste Dumas (1800–1884) und die jüngste Tochter Mathilde Brongniart (1808–1882) heiratete Jean Victor Audouin (1797–1841).
Der Onkel von Alexandre Brongniart war Antoine-Louis Brongniart (1742–1804), Chemiker am Muséum national d’histoire naturelle. Alexandre Brongniart interessierte sich schon früh für die Naturwissenschaften und stand seinem Onkel für eine gewisse Zeit am Jardin des Plantes bei. Im Jahre 1788 nimmt er an der Gründung des Société philomatique de Paris teil. Diese wissenschaftliche und philosophische, multidisziplinäre Gesellschaft steht unter dem Motto „Lernen und Freundschaft“.
Er studierte an der École des Mines und später an der École de Médecine. Nach seiner Tätigkeit als aide-pharmacien beim französischen Militär in den Pyrenäen, kehrte Brongniart nach Paris zurück. Im Jahr 1794 wurde er zum ingénieur des mines, und im Jahre 1797 zum Professor für Naturgeschichte an der École Centrale des Quatre-Nations berufen. Im Jahr 1818 dann zum ingénieur en chef des mines, und im Jahre 1822 gelang es ihm, René-Just Haüy (1743–1822) als Professor und Direktor des Lehrstuhls für Mineralogie am Muséum national d’histoire naturelle abzulösen. Im Jahr 1819 wurde Brongniart zum Mitglied der American Philosophical Society und 1824 der Gelehrtenakademie Leopoldina gewählt. Seit 1827 war er korrespondierendes Mitglied der Preußischen Akademie der Wissenschaften und seit 1837 auswärtiges Mitglied der Göttinger Akademie der Wissenschaften.
Er unterrichtete an der Pariser École des Mines.
Im Jahr 1800, nach der Publikation seines Werkes Mémoire sur l’art de l’émailleur wurde Brongniart von Claude Berthollet zum Direktor der Porzellanmanufaktur von Sèvres ernannt. Diese Stelle behielt er bis zu seinem Tod im Jahr 1847. Als Direktor der Porzellanmanufaktur von Sèvres erneuerte und verbesserte er die Industrie der Glasmalerei. Er gründete 1824 das französische Nationalmuseum für Keramik (Le musée national de Céramique). Anschließend publizierte er in Zusammenarbeit mit Denis Désiré Riocreux (1791–1872) die Ausstellung des Museums: „Description méthodique du musée céramique de la Manufacture royale de porcelaine de Sèvres“.
Brongniart wurde 1815 zum Mitglied der Académie des sciences gewählt; seit 1807 war er korrespondierendes Mitglied. 1823 wurde er Fellow der Royal Society of Edinburgh und 1825 auswärtiges Mitglied der Royal Society of London.

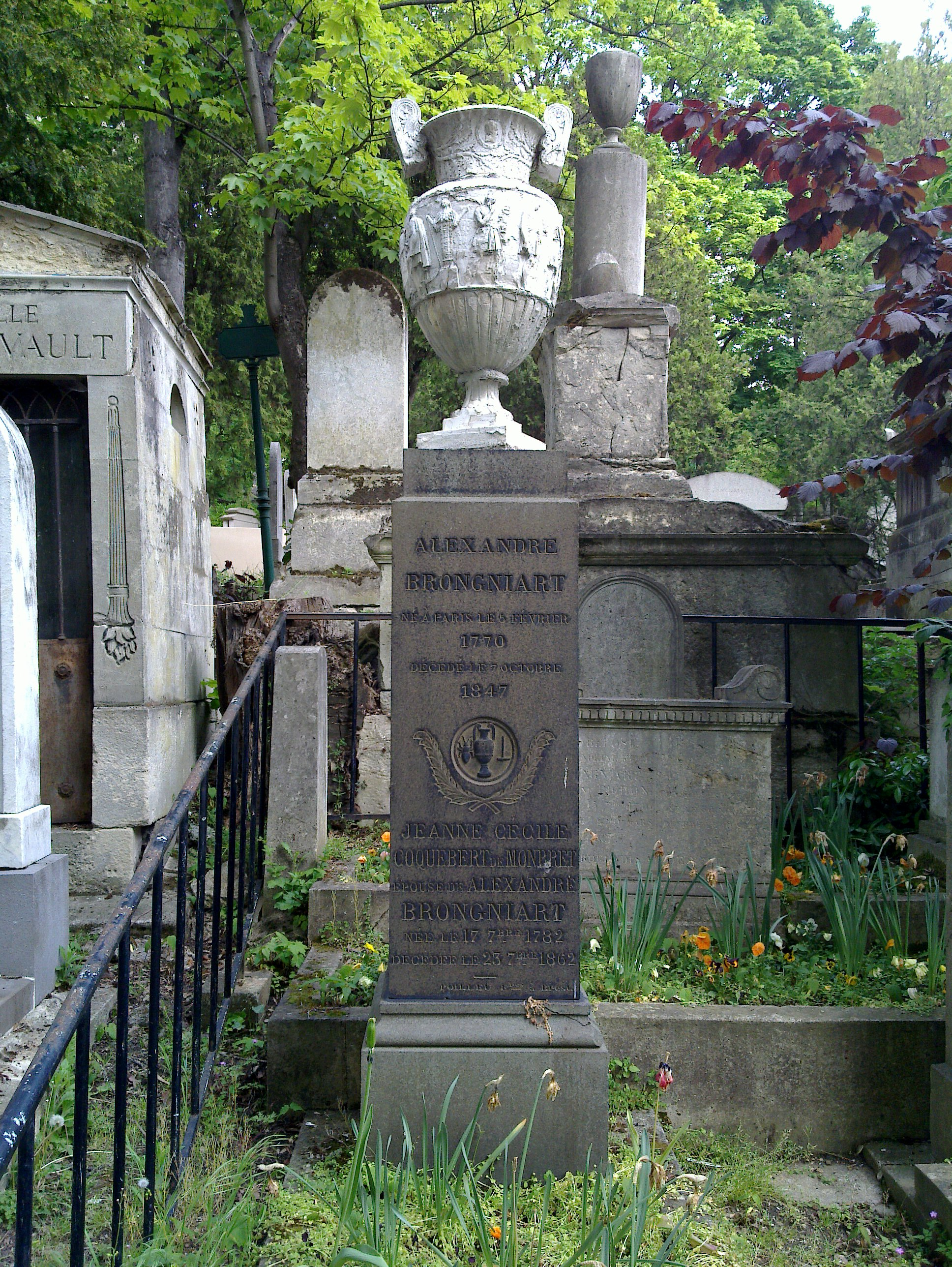
Grabstätte auf dem Pariser Friedhof Cimetière du Père-Lachaise

Er wurde auf dem Friedhof Le Père-Lachaise in Paris, 11ter Bezirk beigesetzt.

## Wissenschaftliche Leistungen
Zu seinem weiteren Schaffen gehörten Werke zur Mineralogie, zur Kunst der Keramikherstellung sowie eine neue (inzwischen nicht mehr aktuelle) Klassifikation der Reptilien in vier Gruppen. Für die Paläontologie wichtig waren seine Studien zu Trilobiten sowie seine Beiträge zur Stratigraphie, weil er Leitfossilien einsetzte, um geologische Schichten voneinander zu unterscheiden.
1813 beschrieb er ein vulkanisches Gestein mit dem Namen Trachyt.

### Zoologisches
Brongniart schreibt in seinen frühesten wissenschaftlichen Arbeiten – so wurde die erste 1791 veröffentlicht – über verschiedene zoologische und mineralogisch-geologische Themen.
Er war stark von Georges Cuvier (1769–1832), einem Zeitgenossen, beeinflusst. So betonte er in seinem Essai d’une classification naturelle des reptiles (1800) die vorrangige Bedeutung einer sorgfältig durchgeführten vergleichenden Anatomie. Auf dieser Grundlage teilte er die Klasse der Reptilia in die vier Gruppen Echsen, Lurche, Schildkröten und Schlangen. Er erkannte jedoch, dass die Gruppe der Amphibien sich deutlich von allen anderen unterschied, vor allem in den Fortpflanzungsorganen, und dass diese Unterscheidung viel wichtiger war als die restlichen Unterschiede. Im Jahre 1804 setzte Pierre André Latreille (1762–1833) die Amphibien in eine separate Klasse, eben den Amphibien. Brongniarts Gruppierung der echten Reptilien entsprechen im Wesentlichen der modernen Systematik.
Er verfasste die erste systematische Studie über die Trilobiten, einer ausgestorbenen Klasse von Arthropoden. Diese wurden wichtig zur Bestimmung der Chronologie der einzelnen paläozoischen Schichten (hier von 540 bis 245 Millionen Jahren).

### Mineralogisch-geologisches
1807 schrieb Brongniart die Abhandlung Traité élémentaire de minéralogie, die schnell ein Klassiker in diesem Bereich wurde. Brongniart studierte zusammen mit Georges Cuvier die Geologie des Pariser Beckens und verfasste 1812 die wissenschaftliche Arbeit Description géologique des environs de Paris. Er publizierte daneben zur Geologie des Schweizer Jura. Er war der erste Wissenschaftler, der die geologischen Anordnungen der tertiären Periode (von 66,4 bis 1,6 Millionen Jahren) in zeitlicher Reihenfolge ordnete und beschrieb. Brongniart gilt zudem als Erstbeschreiber der Minerale Nakrit (1807), Glauberit (1808), Bustamit (1826) und Dufrénit (1833).
Der Name von Alexandre Brongniart lässt sich mit dem Begriff Ophiolite (griech. ophis für ‚Schlange‘) assoziieren. Er benutzte diesen Begriff 1813 um ein Gestein zu beschreiben, welches an eine Schlangenhaut und ophicalcit erinnert. Mittlerweile ist das Gestein in Serpentinit umbenannt worden. Er gab auch einem Gestein den Namen Variolit, welches an die kleinen, weißen Pusteln der Pocken erinnert. Mit Anselme Gaëtan Desmarest, veröffentlichte er 1832 L’histoire naturelle des crustacés fossiles und 1844 sein Hauptwerk Traité des arts céramiques ou des Poteries, das alle Forschungen seines Lebens zusammenfasst.

## Werke
- Lefebvre; Silvestre; Brongniart; Alexandre: Considérations sur les avantages que le gouvernement pourrait assurer tant au commerce qu'aux diverses parties du service public par l'exploitation de quelques mines dont la République se trouve en possession 1797–1798
- Brongniart, Alexandre: Essai d’une classification naturelle des reptiles. in Bulletin de la Société Philomathique, 2 (1800), 81–82, 89–91
- Brongniart, Alexandre; Cuvier, Georges: Essai sur la géographie minéralogique des environs de Paris, Journal des mines, 23, no. 138 (Juin 1808), 421–458
- Brongniart, Alexandre: Tableau des terrains qui composent l'écorce du globe ou Essai sur la structure de la partie connue de la terre, F. G. Levrault (Paris), 1829
- Brongniart, Alexandre: Traité des arts céramiques ou Des poteries considérées dans leur histoire, leur pratique et leur théorie, Paris, Béchet jeune, A. Mathias, 1844, XXVIII-592, 706, 80 p., 3 tomes
- Brongniart, Alexandre; Riocreux, Denis-Désiré: Description méthodique du musée céramique de la Manufacture royale de porcelaine de Sèvres, Paris, A. Leleux, 1845